# Sarosa pompilina
Sarosa pompilina är en fjärilsart som beskrevs av Butler 1876. Sarosa pompilina ingår i släktet Sarosa och familjen björnspinnare. Inga underarter finns listade.